# Минка (посёлок при станции, Челябинская область)
Ми́нка — посёлок при железнодородной станции в Усть-Катавском городском округе Челябинской области.

## География
Расположен на берегу реки Юрюзань. В посёлке находится одноимённая железнодорожная станция. Расстояние до Усть-Катава 6 км.

## Население
| 2002 | 2010 |
| ---- | ---- |
| 604  | ↘495 |

По данным Всероссийской переписи, в 2010 году численность населения посёлка составляла 495 человек (234 мужчины и 261 женщина).

## Улицы
Уличная сеть посёлка состоит из 11 улиц и 1 переулка.